# Dumont (Brazylia)
Dumont – miasto i gmina w Brazylii, w stanie São Paulo. Znajduje się w mezoregionie Ribeirão Preto i mikroregionie Ribeirão Preto.